# Kriminálstatisztika
A kriminálstatisztika a bűnügyi tudományok egyik segédtudománya. Az igazságügyi statisztikának az az ága, amely a bűnözésre mint társadalmi tömegjelenségre, és a bűnözéssel foglalkozó állami szervekre vonatkozó adatok gyűjtésével, rendszerezésével, feldolgozásával és elemzésével foglalkozik.
A kriminálstatisztika  tárgya a bűnözés, a bűnüldözés és a bírósági ítélkezés, továbbá a büntetés-végrehajtás és utógondozás statisztikája. Számszerűen kifejezi a bűnözés terjedelmét, elemzi a bűnözés dinamikáját és struktúráját. Statisztikai módszerekkel csak az ismertté vált bűnözés mérhető és elemezhető, ám de éppen a látens bűnözés becslésében is jól használhatók a statisztikai módszerek.